# Religia w Gabonie
| Religia             | ARDA, 2015 | Operation World, 2010 | Pew Research Center, 2010 |
| ------------------- | ---------- | --------------------- | ------------------------- |
| Chrześcijanie       | 79,1%      | 79,4%                 | 76,5%                     |
| Katolicyzm          | 53,4%      | 40,6%                 | 53,5%                     |
| Protestantyzm       | 25%        | 33,2%                 | 24%                       |
| Muzułmanie          | 10,4%      | 10,4%                 | 11,2%                     |
| Afrochrześcijaństwo | 5,9%       |                       |                           |
| Religie afrykańskie | 3,1%       | 7,8%                  | 6,0%                      |
| Brak religii        | 1,4%       | 2,4%                  | 5,6%                      |

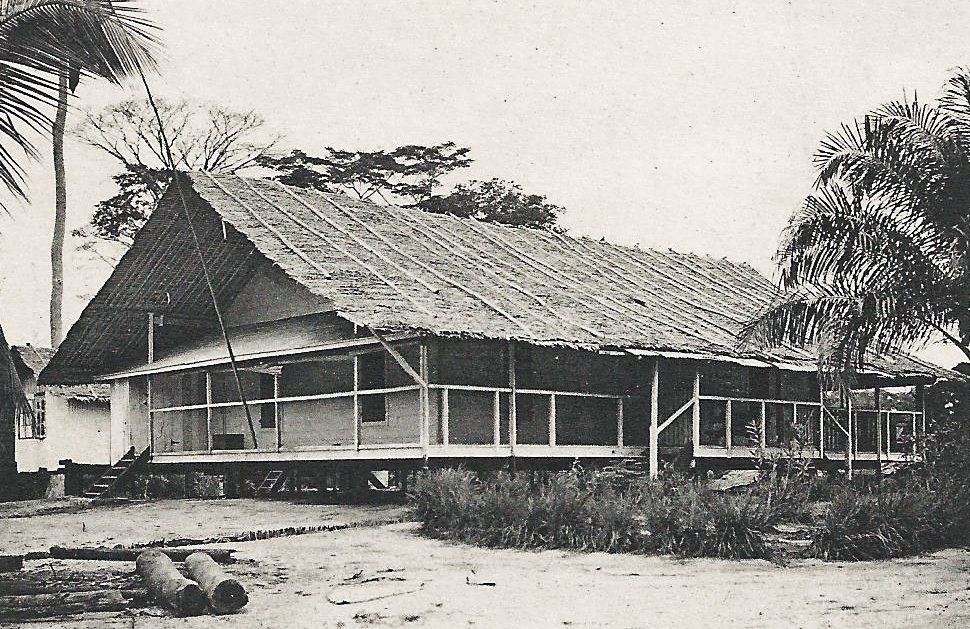
Protestancki budynek misyjny w Telagouga, na przełomie XIX i XX wieku

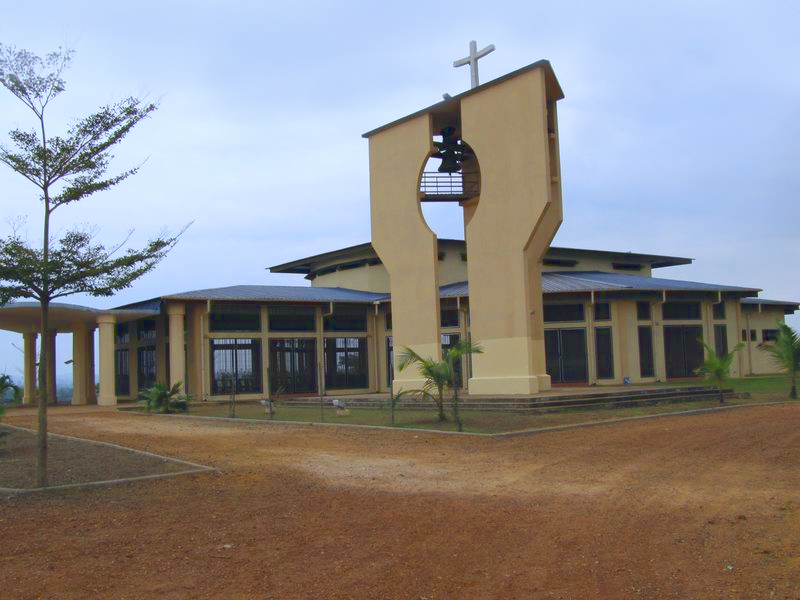
Katedra katolicka w Mouila

Religia w Gabonie tworzona jest przez wyznawców chrześcijaństwa, religii plemiennych i islamu.
Konstytucja zakazuje dyskryminacji na tle religijnym i zapewnia wolność wyznania i religii oraz równość dla wszystkich, niezależnie od przekonań religijnych. Z powodu niewystarczającej dokumentacji rząd odmawia rejestracji niektórych grup religijnych praktykujących mieszankę chrześcijaństwa z tradycyjnymi wierzeniami afrykańskimi.

## Chrześcijaństwo
Chrześcijaństwo jest obecnie największą religią wyznawaną przez około 80% społeczeństwa. Znaczną większość chrześcijan stanowią katolicy, a największą mniejszością religijną składającą się z wielu grup są protestanci.
Katolicyzm przybył do Gabonu wraz z portugalskimi kolonizatorami pod koniec XV wieku. W XVII wieku znaczną pracę misyjną w Gabonie wykonywali włoscy kapucyni, ale Portugalczycy wydalili ich w 1777 roku. Na ich miejsce przybyli misjonarze ze Zgromadzenia Najświętszego Serca (1841) i Misji Ducha Świętego (1848). Na początku XX wieku w Gabonie było około 15 tys. rzymskich katolików. Hierarchia kościelna została ustanowiona w 1955 roku.
Misje protestanckie rozpoczęły się w roku 1842, kiedy American Board of Commisioners for Foreign Mission utworzyła stację w Barake. W 1870 roku stację tę przejął Kościół Prezbiteriański USA. Pod koniec XIX wieku Paryskie Towarzystwo Misyjne utworzyło stacje w Angouma, Lambarene i Telagouga. Najbardziej znanym misjonarzem w Gabonie był Albert Schweitzer (1875-1965), który pracował w swoim szpitalu w Lambarene aż do śmierci. Z misji paryskiej pochodzi zapoczątkowany w 1961 roku, obecnie największy kościół protestancki – Kościół Ewangelicki w Gabonie.

## Islam

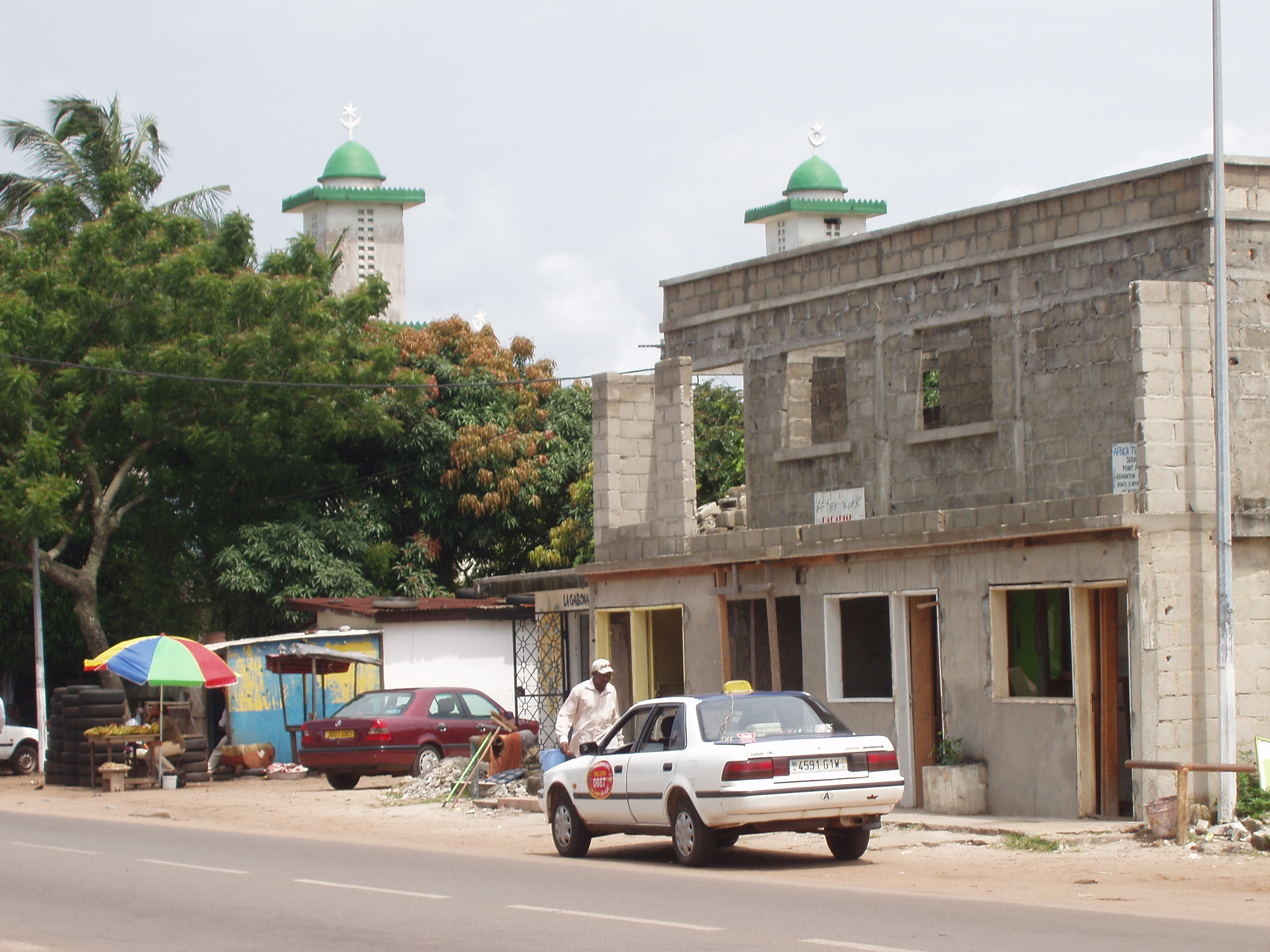
Meczet w Port-Gentil

W ostatnich dziesięcioleciach zaobserwowano wzrost wyznawców islamu do obecnego odsetka około 10%. Nawrócenie prezydenta Omara Bongo na islam w latach 70. XX wieku pobudziły ten wzrost i doprowadziło do budowy wielu meczetów w kraju.

## Statystyki
| Religia/Kościół                       | Liczba wiernych | Procent ludności | Źródło                             |
| Kościół katolicki                     | 810 tys.        | 53,5%            | Pew Research Center, 2010          |
| Kościół Ewangelicki w Gabonie         | 157 tys.        | 10,5%            | Operation World, 2010              |
| Islam                                 | 156 132         | 10,4%            | Operation World, 2010              |
| Eglise de Banzie (kościół afrykański) | 145 tys.        | 9,7%             | Operation World, 2010              |
| Tradycyjne religie plemienne          | 116,5 tys.      | 7,8%             | Operation World, 2010              |
| Zielonoświątkowcy (w tym Zbory Boże)  | 101,3 tys.      | 6,7%             | Operation World, 2010              |
| Chrześcijański i Misyjny Sojusz       | 35 tys.         | 2,3%             | Operation World, 2010              |
| Kościół Adwentystów Dnia Siódmego     | 8,1 tys.        | 0,54%            | Operation World, 2010              |
| Świadkowie Jehowy                     | 4460            | 0,20%            | Sprawozdanie Świadków Jehowy, 2022 |
| Bahaizm                               | 1351            | 0,09%            | Operation World, 2010              |